# Czarny Wrzesień (organizacja)
Czarny Wrzesień (arab. منظمة أيلول الأسود) – palestyńska organizacja terrorystyczna.

## Nazwa
Nazwa organizacji została nadana na cześć wojny palestyńsko-jordańskiej znanej jako Czarny Wrzesień.
Nazwą Czarny Wrzesień sporadycznie posługiwała się też Rewolucyjna Rada Fatah (znana szerzej jako Organizacja Abu Nidala).

## Historia
Powstał w 1971 roku jako terrorystyczny odłam al-Fatah. Organizację zasilali głównie członkowie al-Fatah i Organizacji Wyzwolenia Palestyny. Pierwotnym celem grupy była zemsta na rządzie Jordanii. Czarny Wrzesień posiadał struktury na Bliskim Wschodzie i w Europie. W Europie do Czarnego Września dołączyli aktywiści legalnych palestyńskich organizacji studenckich i pracowniczych. W grudniu 1974 roku grupa została rozwiązana z inicjatywy kierownictwa al-Fatah. Większość członków formacji przeniesiono do innych palestyńskich ugrupowań.

## Najważniejsze ataki przeprowadzone przez grupę
- 28 listopada 1971 roku terroryści zabili jordańskiego premiera Wasfi at-Talla[1].

- W nocy z 6 na 7 lutego 1972 roku bojownicy przeprowadzili atak bombowy na hamburską halę fabryczną firmy Ad Strüver KG. Zamach był zemstą za eksport produktów firmy do Izraela[1]. Kilka godzin po ataku terroryści podłożyli bombę pod stację paliw Esso w Hamburgu[1]. Tej samej nocy członkowie organizacji wysadzili dwie rozdzielnie gazu w Holandii[1].

- 8 maja 1972 roku bojownicy uprowadzili lecący z Brukseli do Tel Awiwu samolot belgijskich linii lotniczych Sabena. Zakładnicy zostali odbici przez oddział antyterrorystów[4].

- 4 sierpnia 1972 roku członkowie Czarnego Września wysadzili w Trieście pięć zbiorników z ropą naftową należących do rurociągu Ingolstadt[1].

- 5 września 1972 roku ośmioosobowe komando Czarnego Września wtargnęło do wioski olimpijskiej w Monachium. Terroryści najpierw zabili dwóch sportowców, a następnie dziewięciu kolejnych wzięli jako zakładników. Napastnicy zażądali uwolnienia 236 Palestyńczyków przebywających w izraelskich więzieniach oraz pięciu członków Frakcji Czerwonej Armii więzionych w RFN[1]. Niemieckie służby podjęły się nieudanej próby odbicia sportowców[5]. W akcji zginęli wszyscy zakładnicy oraz pięciu terrorystów (masakra w Monachium). Zniszczeniu uległ też policyjny helikopter, do którego bojownicy wrzucili granat[5].

- 29 października 1972 roku terroryści porwali lecący z Bejrutu do Ankary samolot linii Lufthansa. W zamian za uwolnienie pasażerów, zażądali wypuszczenia trójki terrorystów, którzy przeżyli masakrę w Monachium[5][4]. Rząd RFN spełnił żądania[5][4].

- 5 września 1973 roku bojownicy próbowali zestrzelić w Rzymie samolot linii El Al[4].

## Wsparcie zagraniczne
Działalność formacji wspierana była przez służby specjalne Syrii.

## Liczebność
W 1972 roku liczba członków formacji szacowana była na 300-500 osób.